# Divisie Nr. 3 (Newfoundland en Labrador)
Divisie Nr. 3 (Engels: Division No. 3) is een censusdivisie in Newfoundland en Labrador, de oostelijkste provincie van Canada. Het door Statistics Canada afgebakende gebied komt overeen met het zuiden van het eiland Newfoundland met uitzondering van de zuidoostelijke schiereilanden Burin en Avalon.
Divisie Nr. 3 is de grootste en tegelijk ook de minst bevolkte (2016) van de negen censusdivisies op het eiland Newfoundland. De hoofdplaats van de divisie is de gemeente Channel-Port aux Basques.

## Demografie

### Bevolkingsomvang
De volkstelling van 1951 was de eerste sinds de toetreding van Newfoundland tot de Canadese Confederatie. Divisie Nr. 3 telde toen ruim 20.000 inwoners. Er vond in de decennia erna een stevige groei plaats met een bevolkingsomvang die in 1981 net boven de 26.000 piekte. In de jaren 80 begon het gebied echter demografisch achteruit te gaan. Die dalende trend is in de 21e eeuw nog steeds bezig.
Tussen 1981 en 2021 daalde de bevolkingsomvang van Divisie Nr. 3 van 26.209 naar 13.920. Dat komt neer op een daling van 12.289 inwoners (-47%) in 40 jaar tijd.
- Bron: Statistics Canada (1951–1986[1], 1991–1996[2], 2001–2006[3], 2011–2016[4], 2021[5])

### Taal
In 2021 had 99,6% van de inwoners van Divisie Nr. 3 het Engels als moedertaal en waren bijna alle anderen die taal machtig. Hoewel slechts 25 mensen (0,2%) het Frans als (al dan niet gedeelde) moedertaal hadden, waren er 125 mensen die die andere Canadese landstaal konden spreken (0,9%). Na het Engels en Frans was in 2021 de meest gekende taal de Amerikaanse Gebarentaal, met 60 personen die ze machtig waren (0,4%). Divisie Nr. 3 telde in 2021 niemand die het Nederlands machtig was.

### Inheemse bevolking
Bij de volkstelling van 2021 gaven 1.545 inwoners (11,2%) van Divisie Nr. 3 aan dat ze een inheemse identiteit hebben. Zij behoren vrijwel allemaal tot de First Nations met uitzondering van 100 Métis en 40 Inuit. Onder hen waren 25 mensen een inheemse taal machtig.

## Plaatsen
Divisie Nr. 3 telt zeventien gemeenten en een indianenreservaat die volgens de volkstelling van 2016 tezamen 14.221 inwoners telden, oftewel ruim 91% van het inwonertotaal. De overige inwoners wonen in gemeentevrij gebied, grotendeels in de acht plaatsen die een local service district (LSD) hebben. Er waren echter ook 144 mensen (0,9%) die volgens de census between communities (tussen twee plaatsen in) woonden en aldus geen enkele vorm van lokaal bestuur genoten.
| - Belleoram - Burgeo - Burnt Islands - Channel-Port aux Basques - Gaultois - Harbour Breton - Hermitage-Sandyville - Isle aux Morts - Milltown-Head of Bay d'Espoir - Morrisvile - Pool's Cove - Ramea - Rencontre East - Rose Blanche-Harbour le Cou - Seal Cove - St. Alban's - St. Jacques-Coomb's Cove | - Samiajij Miawpukek - Cape Ray - Diamond Cove - Fox Roost-Margaree - Francois - Grey River - La Poile - McCallum - St. Joseph's Cove-St. Veronica's |